# Нектарський період

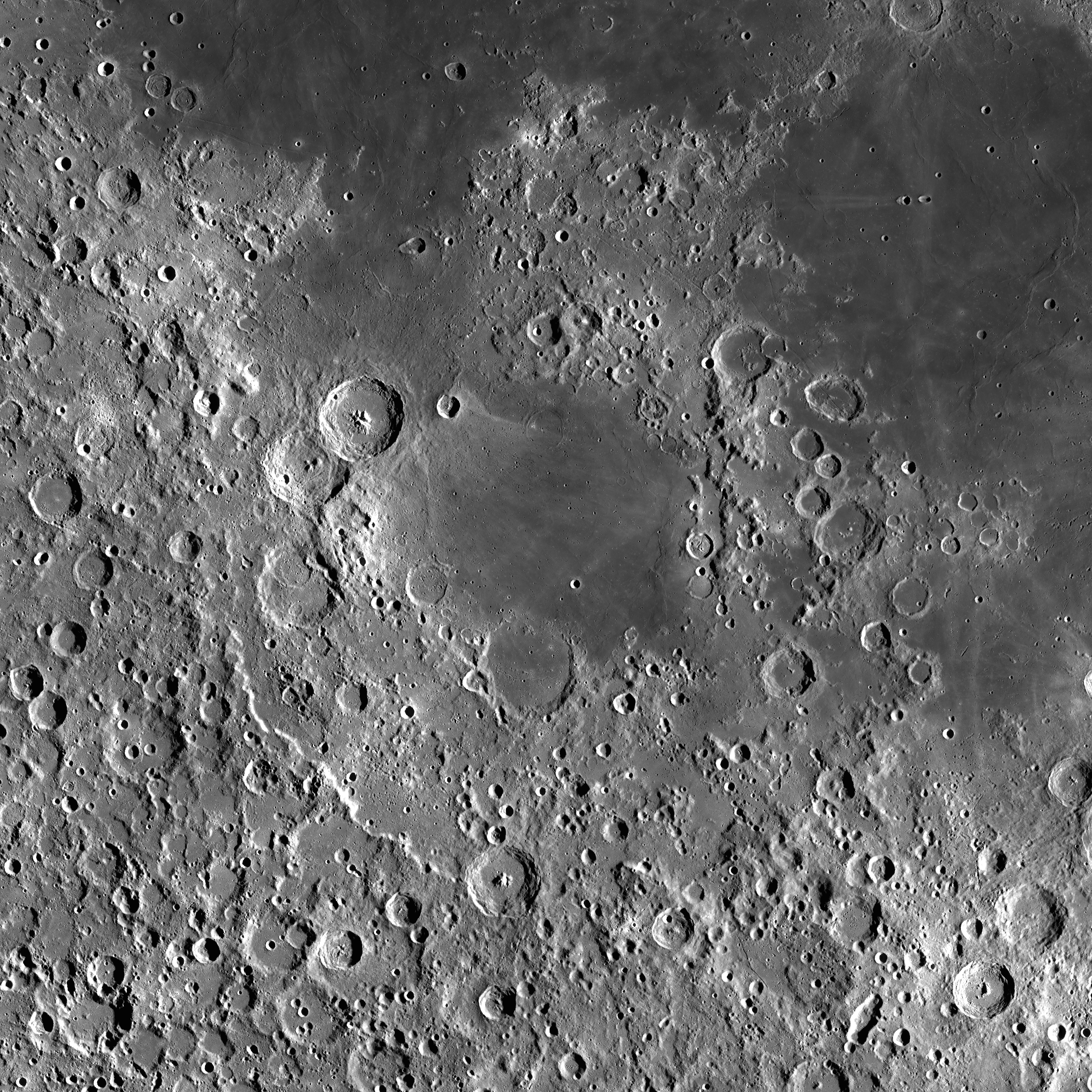
Басейн Моря Нектару, появою якого розпочався нектарський період (саме море з'явилося значно пізніше)

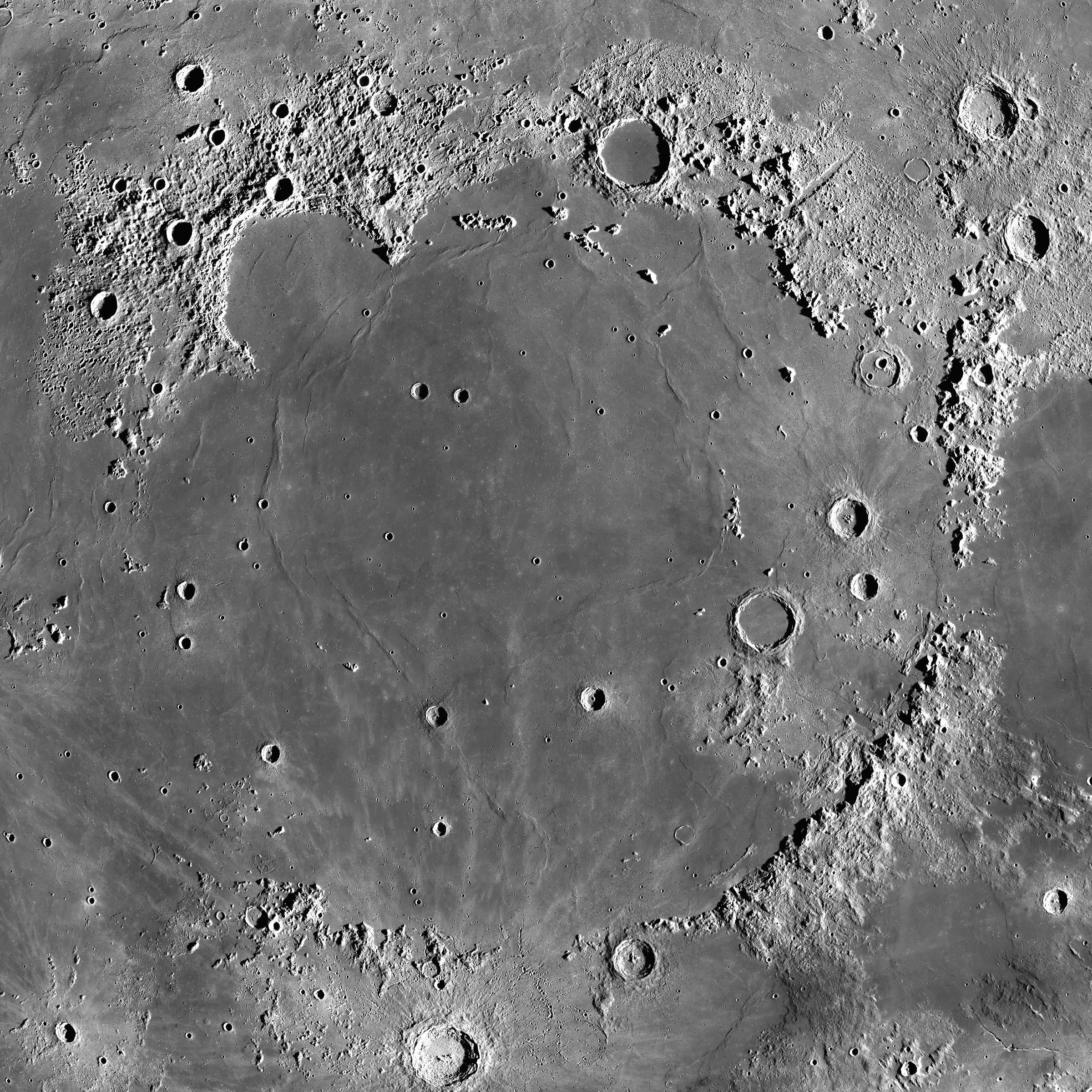
Басейн Моря Дощів, одразу перед появою якого закінчився нектарський період

Нектарський період — період геологічної історії Місяця, що настав після донектарського й передував імбрійському. Почався з появи басейну Моря Нектару (4,20–3,80 млрд років тому) і закінчився одразу перед появою басейну Моря Дощів (3,87–3,75, за новішими даними — 3,938 ± 0,004 млрд років тому). Сам басейн Моря Дощів відносять до наступного — імбрійського — періоду.
До нектарського періоду належить пізнє важке бомбардування — гіпотетичне збільшення частоти ударів космічних тіл.
Виділення цього періоду запропонували 1975 року Д. Стюарт-Александер та Д. Вільгельмс.

## Ідентифікація об'єктів нектарського віку
Приналежність деталей місячної поверхні до певного періоду найнадійніше встановлюється за їх перекриттям з маркерами початку та кінця цього періоду. Для нектарського періоду такими маркерами є викиди басейнів Моря Нектару та Моря Дощів. Якщо кратер утворився поверх викидів першого басейну і вкритий викидами другого, він є нектарським. Але далеко не в усіх кратерів спостерігається перекриття хоча б з однією з цих систем викидів.
Вік кратера можна приблизно оцінити за ступенем його збереженості: нектарські кратери здебільшого збереглися краще за донектарські, але гірше за імбрійські.
Важливий спосіб визначення віку деталей поверхні небесних тіл заснований на підрахунку кратерів, що накопичилися на цих деталях за час їх існування. Концентрація кратерів діаметром ≥20 км на ділянках нектарського віку лежить у межах 23–88 шт/млн км2.

## Об'єкти, що утворилися протягом періоду
У нектарському періоді з'явилося багато кратерів, у тому числі 10–12 басейнів розміром >300 км. Це басейни морів Вологості, Гумбольдта, Криз, Москви, Нектару, Ясності, кратери Байї, Герцшпрунг, Корольов, Менделєєв, а також, ймовірно, сильно зруйновані басейни Сікорський-Ріттенхаус та Мендель-Рідберг.
Частота ударів космічних тіл протягом цього періоду продовжувала падати. Кратери діаметром >30 км тоді з'являлися на Місяці з частотою біля 19 000 штук на мільярд років, тоді як у наступній епосі — 3900. Всього в цьому періоді утворилося близько 1330 таких кратерів.
Наскільки інтенсивним був тоді вулканізм, невідомо; можливо, до цих часів відносяться деякі морські ділянки, сховані зараз під викидами кратерів.
Деталі рельєфу нектарського віку розташовані здебільшого на сході видимого та в деяких регіонах зворотного боку Місяця.
Породи, що з'явилися протягом нектарського періоду, називаються нектарською системою (англ. Nectarian System). Найдавніші з них, за визначенням, — викиди басейну Моря Нектару, які називаються формацією Жансена за назвою кратера, в околицях якого їх добре видно. Більшість порід, відкладених у нектарському періоді, були утворені ендогенними процесами та перероблені ударами космічних тіл ще в донектарському. На Землю були доставлені зразки порід із трьох нектарських басейнів: басейну Моря Нектару («Аполлон-16», дискусійно), Моря Ясності («Аполлон-17») та Моря Криз («Луна-20»).